# Christian Mark
Christian Mark (Innsbruck, 24 dicembre 1962) è un ex bobbista, ex skeletonista ed ex velocista austriaco.

## Biografia
Iniziò la sua carriera nello skeleton, disciplina nella quale vinse una medaglia d'argento ai campionati europei, ottenuta nell'edizione di Igls 1981.

### Bob
Passato successivamente al bob come frenatore per la squadra nazionale austriaca, prese parte a due edizioni dei Giochi olimpici invernali: a Sarajevo 1984 si classificò al tredicesimo posto nel bob a due e all'undicesimo nel bob a quattro. Quattro anni dopo, a Calgary 1988, fu invece ottavo nella gara a due e sesto in quella a quattro.
Ha inoltre partecipato ad alcune edizioni dei campionati mondiali, conquistando in totale una medaglia d'argento. Nel dettaglio i suoi risultati nelle prove iridate sono stati, nel bob a quattro: sesto a Breuil-Cervinia 1985, medaglia d'argento a Schönau am Königssee 1986 con Peter Kienast, Franz Siegl e Gerhard Redl e quinto a Sankt Moritz 1987.
Agli europei ha invece conquistato una medaglia di bronzo nel bob a quattro nella rassegna di Igls 1986.

### Atletica leggera
Durante la sua attività sportiva è stato anche un velocista di buon livello nell'atletica leggera; ha infatti preso parte ai campionati europei di Stoccarda 1986 nei 100 m, non riuscendo a superare le batterie, e agli europei indoor di Madrid 1986 nei 60 m, dove si fermò in semifinale. Sempre nel 1986 ha inoltre vinto il titolo nazionale assoluto indoor nei 60 m.

## Palmarès

### Bob

#### Mondiali
- 1 medaglia:
  - 1 argento (bob a quattro a Schönau am Königssee 1986).

#### Europei
- 1 medaglia:
  - 1 bronzo (bob a quattro a Igls 1986).

### Skeleton

#### Europei
- 1 medaglia:
  - 1 argento (Igls 1981).

### Atletica leggera
| Anno | Manifestazione | Sede      | Evento | Risultato  | Prestazione | Note |
| ---- | -------------- | --------- | ------ | ---------- | ----------- | ---- |
| 1986 | Europei        | Stoccarda | 100 m  | Batteria   | 10"66       |      |
| 1986 | Europei indoor | Madrid    | 60 m   | Semifinale | 6"66        |      |

#### Campionati nazionali
- 1 volta campione nazionale assoluto indoor dei 60 m (1986)

1986
- Oro ai campionati austriaci assoluti indoor, 60 m piani - 6"67